# Free On-line Dictionary of Computing
Free On-line Dictionary of Computing (FOLDOC) ist ein kostenfreies Online-Fachwörterbuch, das Begriffe der Informatik in englischer Sprache erläutert und dem Prinzip der freien Inhalte unterliegt.
Das Projekt wurde 1985 von Denis Howe gestartet. FOLDOC läuft auf Servern des Imperial College London und kann von jedermann kostenfrei durchsucht werden. Denis Howe kümmert sich als Chefredakteur um die Aktualisierung der Einträge; die Benutzer sind eingeladen, Vorschläge für Neueinträge und Änderungen zu machen.
Das Wörterbuch enthält Texte aus anderen Open-Content-Quellen, etwa aus dem Jargon File. Da FOLDOC der GNU-Lizenz für freie Dokumentation unterliegt, wurde sein Inhalt selbst ganz oder teilweise in andere Open-Content-Projekte übernommen, darunter Wikipedia.